# Sasha Mehmedovic
Sasha Mehmedovic (ur. 18 marca 1985) – kanadyjski judoka. Dwukrotny olimpijczyk. Zajął dziewiąte miejsce w Pekinie 2008 i siedemnaste w Londynie 2012. Walczył w wadze półlekkiej.
Siódmy na mistrzostwach świata w 2007; uczestnik zawodów w 2005, 2010, 2011 i 2013. Startował w Pucharze Świata w latach 2004-2011. Zajął piąte miejsce na igrzyskach panamerykańskich w 2011. Zdobył cztery medale na mistrzostwach panamerykańskich w latach 2006 - 2012. Triumfator igrzysk frankofońskich w 2009. Pięciokrotny medalista mistrzostw Kanady w latach 2001-2010.

## Letnie Igrzyska Olimpijskie 2008
| Konkurencja | Eliminacje             | Eliminacje                | Repasaże             | Repasaże             | Klas. końcowa |
| Konkurencja | Przeciwnik I           | Przeciwnik II             | Przeciwnik I         | Przeciwnik II        | Miejsce       |
| ----------- | ---------------------- | ------------------------- | -------------------- | -------------------- | ------------- |
| 66 kg       | Roberto Ibáñez (ECU) Z | Benjamin Darbelet (FRA) P | Rachid Rguig (MAR) Z | Alim Gadanow (RUS) P | 9.            |

## Letnie Igrzyska Olimpijskie 2012
| Konkurencja | Eliminacje              | Eliminacje              | Klas. końcowa |
| Konkurencja | Przeciwnik I            | Przeciwnik II           | Miejsce       |
| ----------- | ----------------------- | ----------------------- | ------------- |
| 66 kg       | Carlos Figueroa (ESA) Z | Masashi Ebinuma (JPN) P | 17.           |